# Артър Ф. Бърнс (стипендия)
Стипендия „Артър Ф. Бърнс“ (на английски: Arthur F. Burns Fellowship) е стипендия за журналисти от Германия, Канада и САЩ.
Стипендията носи името на Артър Ф. Бърнс, бивши посланик на САЩ в Германия и председател на Съвета на Федералния резерв. Присъжда се от Международната програма за журналисти (Internationale Journalisten-Programme e.V. (IJP)).
|  | Тази страница частично или изцяло представлява превод на страницата Arthur F. Burns Fellowship в Уикипедия на немски. Оригиналният текст, както и този превод, са защитени от Лиценза „Криейтив Комънс – Признание – Споделяне на споделеното“, а за съдържание, създадено преди юни 2009 година – от Лиценза за свободна документация на ГНУ. Прегледайте историята на редакциите на оригиналната страница, както и на преводната страница, за да видите списъка на съавторите. ВАЖНО: Този шаблон се отнася единствено до авторските права върху съдържанието на статията. Добавянето му не отменя изискването да се посочват конкретни източници на твърденията, които да бъдат благонадеждни. |